# Паласиос, Уилсон
Уи́лсон Робе́рто Пала́сиос Суа́со (англ. и исп. Wilson Roberto Palacios Suazo; родился 29 июля 1984, Ла-Сейба) — гондурасский футболист, полузащитник.

## Биография
Уилсон Паласиос вместе со своими братьями (Милтон, Джерри, Джонни и Эдвин) начал свою футбольную карьеру в клубе «Витория», из которого позже все пятеро были проданы в «Олимпию». На последних минутах в матче против «Марафона» забил гол с середины поля.
В 2003 году начал играть в национальной сборной Гондураса. В 2009 году перешёл в английский «Тоттенхэм Хотспур». В составе «шпор» Паласиос выступал в Лиге Чемпионов УЕФА. В 2014 году был вызван в сборную на чемпионат мира по футболу в Бразилии. В матче против сборной Франции был удалён с поля.